# Natasha Bedingfield
Natasha Anne Bedingfield (Hayward Heath, West Sussex, 1981. november 26. –) brit popénekesnő. Testvérei szintén énekesek, Daniel Bedingfield és Nikola Bedingfield (Nikola Rachelle). Debütáló dala, a „Single”, 2004-ben jelent meg, utána az egész világon elterjedt dal, a „These Words” került a piacra, amely első helyre került a brit kislemezlistán. Grammy-díjra is jelölték.

## Élete
Natasha egy négygyermekes új-zélandi család 2. gyereke. (Legidősebb testvére Daniel, aki szintén énekes, Natasha, Nikola (ő is énekesnő) és Joshua, a legfiatalabb.) Tinédzserkorában Natasha Daniellel és Nikolával alapított együttest, aminek a neve DNA Algorithm volt, az együttes főleg R&B-t és Garagerock-ot játszott.

### Brit kezdetek
2004. május 3-án Nagy-Britanniában megjelent Bedingfield debütáló dala, a Single. A dal a 3. helyig tornázta fel magát a slágerlistán, összesen 10 hétig volt bent a Top 75-ben. Három hónappal később megjelent második kislemeze, a These Words, ami meghozta számára a sikert. A dal sikeresebb volt a debütáló dalánál és elérte az első helyet a brit kislemezlistán!
A These Words sikerei után, 2004. szeptember 6-án Bedingfield megjelentette debütáló albumát, az Unwritten-t, ami az első helyen debütált a brit albumeladási listán. Több mint 900 000 darabot adtak el belőle Nagy-Britanniában és 3-szoros platinalemez lett!
2004. november 29-én megjelent a harmadik kislemez az Unwritten, ez a 6. helyig jutott el. (Amerikában sikeresebb lett.) Ezután, 2005. április 4-én megjelent a negyedik kislemez az albumról, aminek címe I Bruise Easily. A 12. helyig jutott a brit kislemezlistán és 7 hétig volt az első 75-ben.

### Amerikai kezdetek
2005 májusában megjelent a These Words az amerikai rádiókban Natasha amerikai bemutatkozó kislemezeként. Ezt választották a brit debütáló dala, a Single helyett, mivel ez a dal az egész világon jól szerepelt a toplistákon. Júniusban az MTV és a VH1 elkezdte vetíteni a klip amerikai verzióját. A dal a Billboard Hot 100 toplistáján a 17. lett. Ez a dal volt az első Top 20-as dala Amerikában.
2005. július 26-án Amerikában is megjelent az Unwritten. Az album a 26. helyen debütál és ez is volt a legjobb helye az amerikai albumeladási listán. Az első héten 30 000 darabot adtak el belőle. Az Unwritten novemberben jelent meg a második kislemezként. A dal nagyon sikeresen kúszott felfelé a listákon, és elérte a Billboard pop toplistáján az első helyet, 2006 legsikeresebb dalai közé került több, mint 1,4 millió digitális letöltéssel. 40 hétig volt a listán és a második legtöbbet játszott dal lett Amerikában 2006-ban. A dalt jelölték a 49. Grammy-díjra a "Legjobb vokális női előadás" kategóriában.
Az amerikai kiadója remélte, hogy az Unwritten visszatér a Billboard 200-ba és, hogy több mint 800 000 darabot adnak el belőle. Az album aranylemez lett.
Az Unwritten az MTV "The Hills" című valóságshow-jának a betétdala. Ezt a dalt játsszák még a Négyen egy gatyában című filmben, az ABC Csúnya Betty című sorozat beharangozó filmjében és néhány reklámfilmben is. A Wild Horses Tim McGraw filmjében, a Flicka-ban szerepel.
Sylvester Stallone felkérte Natasha Bedingfieldet, hogy készítse el az új Rocky Balboa film betétzenéjét. A dal címe a Still Here, amit Diane Warren írt. A dal nem került fel a filmzenei CD-re, de a nevét említik a film végefőcímében.

### Live In New York City
A Live In NYC Bedingfield első kiadott koncertfelvétele Amerikában. A felvételt 2006. június 8-án készítették a Times Square-i Nokia színházban. A DVD-n egy két órás felvétel található a koncertről, közöttük az inspiráló dalokkal mint az Unwritten, a These Words, a Single és a Coldplay dala, a The Scientist is.
A koncertfelvételen kívül több bónusz dal is felkerült a DVD-re: 5 dal akusztikus verzióban, amit a Clear Channel Stripped című műsorában vettek fel és egy "színfalak mögött" dokumentumfilm a New York-i fellépésről. A másik fénypont a DVD-n egy eddig még nem látott rendezői változatú These Words videóklip és egy Unwritten klip.

## Diszkográfia

### Albumok
- Unwritten
- N.B.
- Pocketful of Sunshine (Csak Észak-Amerikában adták ki.)
- Strip Me

### Listapozíciók
| Dal                        | Helyezés | Helyezés | Helyezés | Helyezés   | Helyezés | Helyezés | Album                 |
| Dal                        | UK       | IE       | ES       | U.S. Dance | U.S.     | U.S. Pop | Album                 |
| -------------------------- | -------- | -------- | -------- | ---------- | -------- | -------- | --------------------- |
| "Single"                   | 3        | 7        | -        | -          | 57       | 38       | Unwritten             |
| "These Words"              | 1        | 1        | 11       | 35         | 17       | 9        | Unwritten             |
| "Unwritten"                | 6        | 9        | 1        | 1          | 5        | 1        | Unwritten             |
| "I Bruise Easily"          | 12       | 17       | -        | -          | -        | -        | Unwritten             |
| "The One That Got Away"    | -        | -        | -        | 1          | -        | -        | Unwritten             |
| "I Wanna Have Your Babies" | 7        | 8        | -        | -          | -        | -        | N.B.                  |
| "Soulmate"                 | 7        | 28       | 13       | 11         | 103      | 74       | N.B.                  |
| "Love like This"           | 20       | 34       | -        | 1          | 11       | 10       | Pocketful of Sunshine |
| "Pocketful of Sunshine"    | -        | -        | -        | 1          | 8        | 7        | Pocketful of Sunshine |
| Listavezető dalok          | 1        | 1        | 1        | 4          | -        | 1        |                       |

## Érdekességek
- A dalai összesen 562 hetet töltöttek el eddig a toplistákon.
- Natasha alakítja Elizabeth Starkot a James Bond: From Russia With Love című videójátékban.
- Anyja, Molly Bedingfield az alapítója  Global Angels nevű jótékonysági szervezetnek.
- A Wild Horses című dalát Eva Avila előadta a Canadian Idol (kanadai tehetségkutató) című műsor 4. évadában.